# 고야역 (마드리드)
고야역(스페인어: Goya)은 마드리드 지하철의 역이다.  2호선과 4호선이 지나는 환승역으로, 마드리드 살라망카 구의 고야 지구에 위치해 있으며, 알칼라 거리와 고야 거리가 만나는 교차로 지하에 자리잡고 있다. 요금구역상으로는 A구역에 속한다.
역명은 스페인의 화가 프란시스코 고야에서 따왔다. 4호선 승강장 벽면은 고야의 판화로 장식되어 있다.

## 역사
2호선 승강장은 1924년 6월 14일 2호선의 솔-벤타스 구간 첫 개통과 함께 완공되었으며, 이틀 뒤에 영업에 들어갔다. 1932년 9월 17일에는 고야에서 디에고 데 레온까지 이어지는 지선이 개통되었다. 지선이 생긴 이후로는 이 역에 도착한 열차 중에서 반은 벤타스 역으로, 반은 디에고 데 레온 역으로 향하게 되었다.
4호선 승강장은 1944년 3월 23일 4호선의 아르궤예스-고야 구간이 처음으로 개통되면서 영업에 들어갔다. 1958년 10월 2일부터는 2호선의 고야-디에고 데 레온 지선이 4호선으로 편입되어 운영되기 시작하였다. 최근에는 내부 공사를 진행해 승강장에는 노란색 비트렉스 벽면으로 바뀌었고 엘레베이터 역시 새로 설치되었다.

## 환승 정보
역 주변에 시내버스 정류장이 여러 곳 있으며 경유하는 주간노선도 많다. 야간노선 역시 여러 노선이 다닌다.
| 마드리드 지하철           | 마드리드 지하철       | 마드리드 지하철                      |
| ------------------------- | --------------------- | ------------------------------------ |
| 마누엘 베세라 라스 로사스 | 마드리드 지하철 2호선 | 프린시페 데 베르가라 콰트로 카미노스 |
| 벨라스케스 아르궤예스     | 마드리드 지하철 4호선 | 리스타 피나르 데 차마르틴            |